# Parambassis thomassi
Parambassis thomassi är en fiskart som först beskrevs av Day, 1870.  Parambassis thomassi ingår i släktet Parambassis och familjen Ambassidae. IUCN kategoriserar arten globalt som livskraftig. Inga underarter finns listade i Catalogue of Life.